# Аблатукан
Аблатука́н (рос. Аблатукан) — село у складі Ульотівського району Забайкальського краю, Росія. Входить до складу Аблатуйського сільського поселення.

## Населення
Населення — 134 особи (2010; 186 у 2002).
Національний склад (станом на 2002 рік):
- росіяни — 96 %